# 宇文歆
宇文歆（6世纪—7世纪），一作宇文欣，河南郡洛阳县（今河南省洛阳市东）人，北周大将军、小冢宰、广陵郡公宇文孝伯之子，隋朝、唐朝官员。

## 生平
隋文帝杨坚建立隋朝后，下令将宇文孝伯重新安葬，恢复他的官职爵位，以宇文歆继承广陵郡公的爵位。隋恭帝义宁二年（618年）四月，秦帝薛举的卫尉卿郝瑗说服薛举与梁帝梁师都及突厥连兵以取隋朝都城长安。时突厥启民可汗之子咄苾号莫贺咄设，在五原之北建立牙帐，薛举遣使与他设谋入寇，获准。隋朝权臣唐王李渊派时任都水监、光禄卿的宇文歆贿赂莫贺咄设，且为他陈说利害，阻止其出兵，又说服他遣依附突厥的五原通守割利特勒张长逊入朝，以五原之地归隋，莫贺咄设都听从了；武都、宕渠、五原等郡都投降隋朝，李渊即以张长逊为五原太守，张长逊又伪造诏书给莫贺咄设以示知道了他和秦、梁合谋。莫贺咄设于是拒绝薛举、梁师都等，也不接纳其使者。同年，李渊代隋称帝建立唐朝。
武德元年（618年）九月，唐军与秦军交战，宇文歆攻下高墌城。同日，秦帝薛仁杲派高墌城人诈降于唐，似高墌城仍属秦，未详是否记载有误，或宇文歆攻下高墌城后未能守住。
武德二年（619年）闰二月，正值汉帝刘武周南侵汾、晋，高祖遣女婿殿内监窦诞和时任右卫将军宇文歆助皇子并州总管齐王李元吉守晋阳。李元吉与窦诞游猎，踩踏百姓庄稼，又放纵左右夺百姓之物，当街射人，观看人们避箭。百姓愤怨，宇文歆屡次劝谏不被采纳，就上表奏明李元吉所为，李元吉获罪免官召回京城，但很快复职。八月，刘武周进逼并州，李元吉弃城而逃，高祖闻之，大怒，对礼部尚书李纲说：“元吉幼弱，未习时事，所以我派窦诞、宇文歆辅佐他。晋阳强兵数万，粮食可以支用十年，是我兴兵的基业，却一朝被弃了。听闻是宇文歆首画此策（指首倡弃城），我当在军中斩杀他！”李纲说：“宇文歆令陛下不失爱子，有功。”高祖细问，李纲答：“齐王年少骄逸，窦诞不曾规谏，又作掩饰，使士民愤怨，今日之败是窦诞之罪。宇文歆劝谏过了，齐王不改，不久宇文歆就上奏，是忠臣，岂可杀！”次日，高祖召李纲入殿，升御座说：“我得公，于是不再滥刑。元吉自为不善，与人结怨，宇文歆已经上表奏报，窦诞又怎能节制他？元吉所为不是二人所能禁止的。”一并赦免了宇文歆和窦诞。
武德四年（621年）五月，皇子秦王李世民在洛阳围攻郑帝王世充期间迎战来援救王世充的夏王窦建德，即虎牢之战。李世民率史大奈、程知节、秦琼、宇文歆等挥舞大旗杀入敌阵，出现在夏军阵后，张开唐军旗帜，夏军望见，大溃，被唐军追奔三十里，斩首三千余级，窦建德受伤被俘，王世充也随即投降。
武德五年（622年）九月，交州（约上郡一带，非交趾）总管权士通、弘州总管宇文歆、灵州总管杨师道在三观山击破突厥，俘获马、骆驼数千。宇文歆又在崇岗镇迎战突厥，大破之，斩首千余级。

## 家庭

### 兄弟姐妹
- 宇文元瑜[1]
- 宇文白泽[1]

### 儿子
- 宇文思纯，唐朝陈州刺史[1][21]
- 宇文仁嗣，唐朝左领军铠曹[22]